# Tell City
Tell City è una città degli Stati Uniti d'America, situata nello Stato dell'Indiana e in particolare nella contea di Perry, della quale è il capoluogo. La città si trova lungo la riva del fiume Ohio. Il suo nome è un omaggio a Guglielmo Tell.